# Box-office Russie 2013

## Les millionnaires
| Class. | Titre                              | Pays                   | Réalisateur                   | Box-Office Russie |
| ------ | ---------------------------------- | ---------------------- | ----------------------------- | ----------------- |
| 1      | Stalingrad                         | Drapeau de la Russie   | Fiodor Bondartchouk           | 52 033 664 $      |
| 2      | Le Hobbit : La Désolation de Smaug | Drapeau des États-Unis | Peter Jackson                 | 45 032 050 $      |
| 3      | Iron Man 3                         | Drapeau des États-Unis | Shane Black                   | 44 220 462 $      |
| 4      | Les Sapins de Noël 3 (Ёлки 3)      | Drapeau de la Russie   | Olga Kharina                  | 37 876 863 $      |
| 5      | Thor : Le Monde des ténèbres       | Drapeau des États-Unis | Alan Taylor                   | 35 732 140 $      |
| 6      | Moi, moche et méchant 2            | Drapeau des États-Unis | Pierre Coffin et Chris Renaud | 35 110 025 $      |
| 7      | Fast and Furious 6                 | Drapeau des États-Unis | Justin Lin                    | 34 267 107 $      |
| 8      | La Reine des neiges                | Drapeau des États-Unis | Chris Buck et Jennifer Lee    | 33 436 103 $      |
| 9      | L'Odyssée de Pi                    | Drapeau des États-Unis | Ang Lee                       | 30 149 653 $      |
| 10     | Le Légendaire n°17                 | Drapeau de la Russie   | Nikolaï Lebedev               | 29 295 378 $      |
| 11     | Les Croods                         | Drapeau des États-Unis | Chris Sanders et Kirk DeMicco | 28 617 837 $      |
| 12     | Le Monde fantastique d'Oz          | Drapeau des États-Unis | Sam Raimi                     | 27 373 945 $      |
| 13     | Gorko! (Горько!)                   | Drapeau de la Russie   | Zhora Kryzhovnikov            | 25 121 336 $      |
| 14     | World War Z                        | Drapeau des États-Unis | Marc Forster                  | 24 831 147 $      |
| 15     | Hunger Games : L'Embrasement       | Drapeau des États-Unis | Francis Lawrence              | 23 244 105 $      |